# Jonathan Dickinson Sergeant

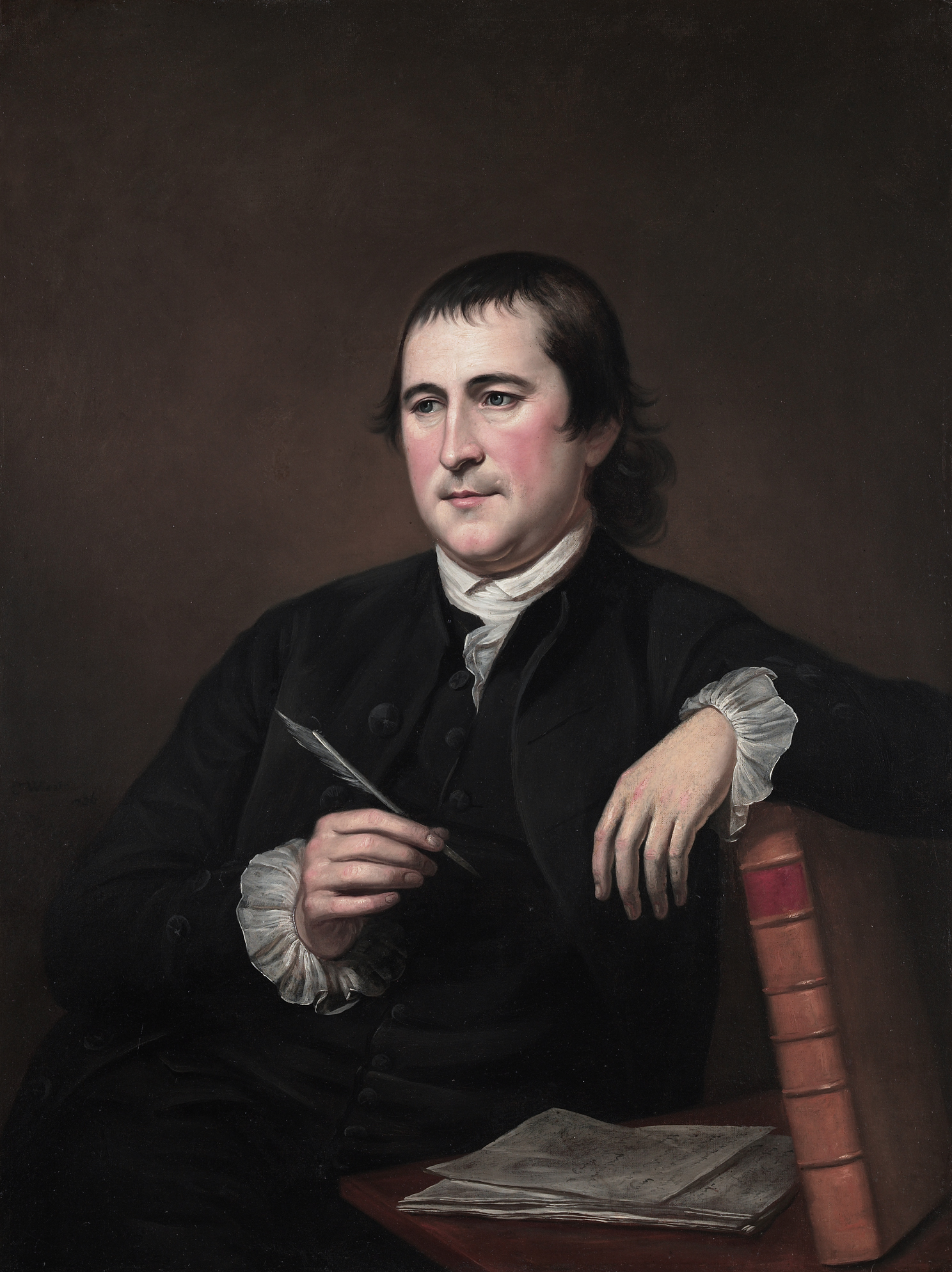
Jonathan Dickinson Sergeant (Charles Willson Peale, 1786)

Jonathan Dickinson Sergeant (* 1746 in Newark, Provinz New Jersey; † 8. Oktober 1793 in Philadelphia, Pennsylvania) war ein US-amerikanischer Politiker. In den Jahren 1776 und 1777 war er Delegierter für New Jersey im Kontinentalkongress.

## Werdegang
Im Jahr 1758 zog Jonathan Sergeant mit seinen Eltern nach Princeton. Er besuchte die öffentlichen Schulen seiner jeweiligen Heimat. 1762 absolvierte er das Princeton College, die spätere Princeton University. Danach studierte er bis 1763 an der University of Pennsylvania in Philadelphia. Nach einem anschließenden Jurastudium und seiner 1767 erfolgten Zulassung als Rechtsanwalt begann er in Princeton in diesem Beruf zu arbeiten. Gleichzeitig schlug er eine politische Laufbahn ein. Im Jahr 1769 wurde er noch in der Kolonialzeit Bezirksverwalter (Surrogate) im Somerset County.  In den 1770er Jahren schloss er sich der Revolutionsbewegung an. Im Jahr 1774 war er Sekretär beim Provinzialkonvent seiner Heimat. Von 1775 bis 1776 saß er im Provinzialkongress von New Jersey. Zeitweise war er dessen Kämmerer. Im Jahr 1775 gehörte er auch dem Sicherheitsausschuss seiner Heimat an.
1776 war Sergeant Mitglied des Ausschusses, der die erste Staatsverfassung für New Jersey entwarf. Zwischen Februar und Juni 1776 sowie zwischen November 1776 bis September 1777 vertrat er seinen Staat im Kontinentalkongress. Im Jahr 1777 zog er nach Philadelphia, wo er seine politische Laufbahn fortsetzte. Noch im Jahr 1777 wurde er Attorney General von Pennsylvania. Dieses Amt bekleidete er bis 1780. Außerdem gehörte er 1777 dem Sicherheitsrat dieses Staates an. Im 1782 war er juristischer Vertreter Pennsylvanias in einem Landstreit mit dem Staat Connecticut. Jonathan Sergeant starb am 8. Oktober 1793 in Philadelphia. Er war der Vater des Kongressabgeordneten John Sergeant (1779–1852). Weitere Nachkommen wie John Sergeant Wise (1846–1913), Richard Alsop Wise (1843–1900) und John C. Kunkel (1898–1970) saßen ebenfalls im Kongress.